# Elsa Neumann
Elsa Neumann (Berlín, 23 d'agost de 1872–Berlín, 23 de juliol de 1902) va ser la primera dona a rebre el doctorat en física per la Universitat de Berlín el 1899.

## Trajectòria
Filla d'un banquer benestant, va tenir dues germanes i quatre germans, i va ser l'única a fer estudis superiors. Va rebre classes particulars de ciències a casa fins que va aconseguir l'autorització d'assistir com a estudianta convidada a les universitats de Göttingen i Berlín als cursos de matemàtiques, física, química i filosofia. El 1899 va presentar la seva tesi titulada Über die Polarisationskapazität umkehrbarer Elektroden ('Sobre la capacitat de polarització d'elèctrodes reversibles'), que va ser publicada per la revista Annalen der Physik aquest mateix any. Quan estudiava a Göttingen va sobreviure a un accident químic al laboratori, en el qual va salvar la vida d'Otto Wallach (1847-1931), futur premi Nobel.
Les perspectives a les universitats no eren gaire bones per a les dones, i després del doctorat va treballar al laboratori privat d'Arthur Rosenheim (1865-1942) i de Richard Joseph Meyer (1865-1939) a Berlín. Neumann va aprofitar la seva popularitat per a fundar el 1900 l'Associació per garantir préstecs sense interès a dones estudiantes. En va ser la primera presidenta fins al 1902. En aquest laboratori, va morir en fer una experimentació un mes abans del seu 30è aniversari. Sota la pressió de la persecució pels nazis a mitjans dels anys 1930, la seva germana va suïcidar-se i els seus quatre germans van ser assassinats als camps d'extermini.

## Llegat
Per manca de mitjans, l'associació va aturar les activitats l'any 1930. Després de la seva mort, sa mare va crear el «Premi Elsa Neumann» dedicat a la millora de la recerca matemàtica o física a la Universitat de Berlín. Va ser atorgat del 1906 al 1918. Per causa de la hiperinflació després de la Primera Guerra mundial, el fons va desaparèixer i el premi va ser suprimit. El premiat més conegut va ser el físic nuclear Walther Bothe.
Fins al 1999, la seva universitat i l'estat de Berlín van commemorar la seva primera doctora. Van instaurar una nova beca que porta en el seu honor el nom d'Elsa-Neumann-Stipendium des Landes Berlin, destinada a joves científics prometedors.